# 拉耶茨-耶斯特熱比

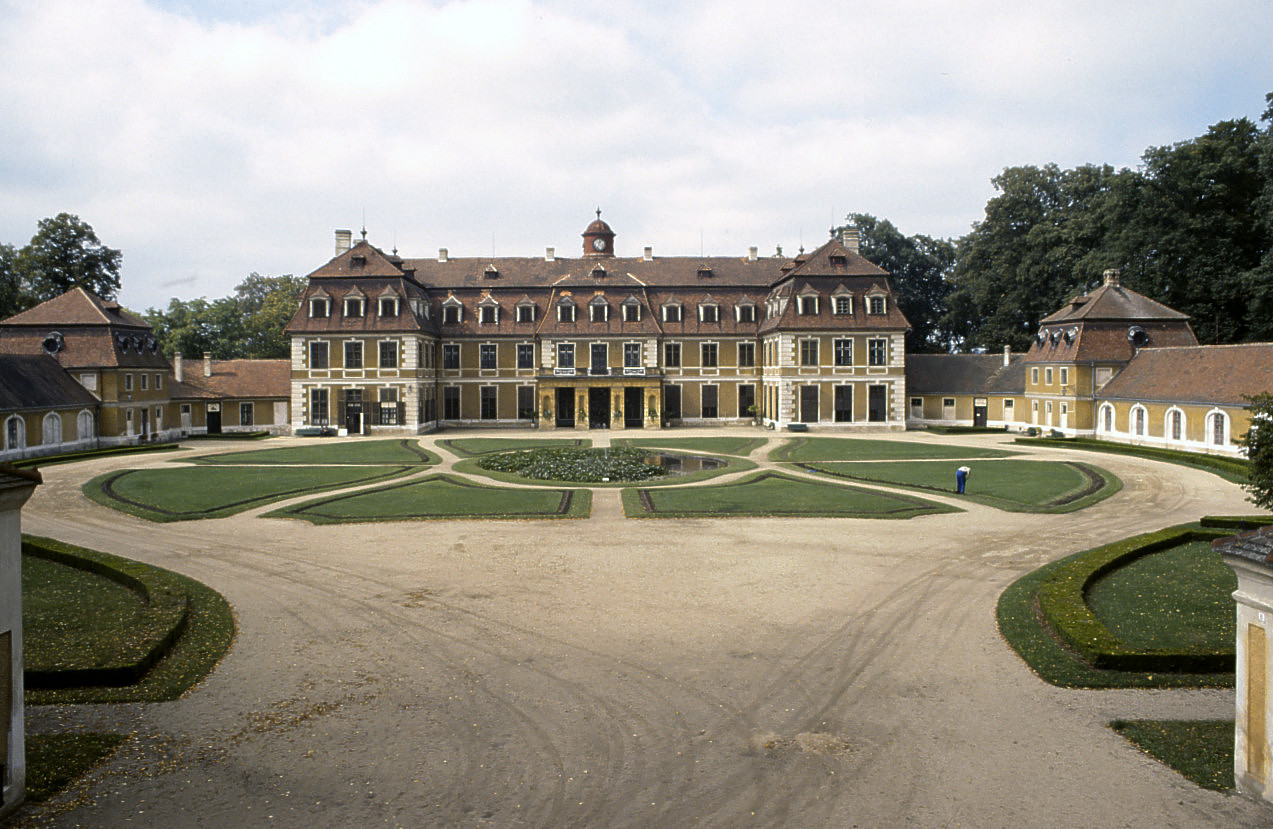

拉耶茨-耶斯特熱比（Rájec-Jestřebí）是捷克的城鎮，位於該國東部，距離布蘭斯科7公里，由南摩拉維亞州負責管轄，面積15.66平方公里，海拔高度295米，2005年人口為3,675。

## 外部連結
- Municipal website （页面存档备份，存于）
- 维基共享资源上的相關多媒體資源：拉耶茨-耶斯特熱比

49°24′40″N 16°38′20″E / 49.411°N 16.639°E